# 결혼 휴가
《결혼 휴가》(Perfect Strangers)는 영국에서 제작된 알렉산더 코다 감독의 1945년 드라마 영화이다. 미국 개봉 제목은 Vacation from Marriage이다. 로버트 도냇 등이 주연으로 출연하였고 알렉산더 코다 등이 제작에 참여하였다. 클레먼스 데인이 아카데미 원작상을 받았다. 데버러 카의 첫 메트로 골드윈 메이어 영화다.

## 줄거리
1940년. 런던의 소심한 윌슨 부부는 칙칙한 삶을 이어나가고 있다. 그러나 경리 로버트가 영국 해군에 징집되고 아내 캐시는 영국 해군 여성 부대(Women's Royal Naval Service)에 들어가면서 둘 다 적극적이고 단단한 성격으로 변모해나간다. 하사관으로 승진한 로버트는 배가 침몰하자 손에 심하게 화상을 입고도 5일 동안 구명정의 노를 저어 살아남는다.
로버트는 상처를 치료해준 간호사에게 끌리지만 거절 당하고, 캐시는 한 조선 기사에게 구애를 받지만 이를 물리친다. 각자의 배우자를 과거의 모습으로만 기억하는 윌슨 부부는 3년만에 상륙 휴가가 겹치게 됐는데도 재회하길 꺼린다. 결국 둘은 전화로 이혼을 결정한다. 그러나 이혼을 논하려고 모인 자리에서 거의 처음 만난 사람처럼 완전히 변한 서로에게 새롭게 끌리기 시작한다.

## 출연

### 주연
- 로버트 도냇 - 로버트 윌슨 역

### 조연
- 데버러 카 - 캐시 윌슨 역
- 글리니스 존스 - 디지 클레이턴 역
- 앤 토드 - 엘리나 역
- 롤런드 컬버
- 엘리엇 메이슨